# Scritti Politti
Scritti Politti – brytyjska grupa synthpopowa, założona w Leeds w 1977 roku.
Od założenia jedynym stałym członkiem składu pozostał Green Gartside, któremu towarzyszyli m.in. David Gamson oraz Marcus Miller. Ma on też na swoim koncie współpracę m.in. z Milesem Davisem oraz Mos Defem. Najsłynniejszy skład stanowili: Green Gartside (wokal), David Gamson (keyboardy), Fred Maher (perkusja).
Zespół zaczynał karierę jako mocno lewicujący skład post-punkowy. Początkowo wydawał tylko w niewielkich wytwórniach, głównie dla własnej – Scrit. Jednak po przeniesieniu do Londynu, grupa podpisała kontrakt najpierw z Rough Trade, później z Virgin. Jednak gdy Gartside doznał zawału serca, wrócił do rodzinnej Walii i zasłuchiwał się w muzyce R&B i hip-hop.
Wtedy pod wpływem lidera grupa zmieniła styl na bardziej komercyjny, elektroniczny. Położył on nacisk na niebanalne, ale oszczędne melodie syntezatorów. Wplatając elementy reggae (w późniejszym okresie), a zwłaszcza soulu do swojej muzyki, grupa zyskała popularność. Jej szczyt osiągnęła wraz z albumem Cupid & Psyche 85. Później nagrała kilka piosenek do ścieżki dźwiękowej filmu Who’s That Girl?. Od tego czasu zespół nagrywa sporadycznie z muzykami sesyjnymi, a lider pisał teksty dla Kylie Minogue i występował pod szyldem „Double G and The Traitorous 3”.
Covery piosenek Scritti Politti nagrywali między innymi jazzman Miles Davis („Perfect Way”) oraz Madness („The Sweetest Girl”). Zespołem inspirował się również muzyk elektroniczny Max Tundra.

## Dyskografia
- Songs to Remember (1982) #12 UK
- Cupid & Psyche 85 (1985) #5 UK, #50 US
- Provision (1988) #8 UK
- Anomie & Bonhomie (1999) #33 UK
- Early (2005)
- White Bread, Black Beer (2006)

## Single
- Skank Bloc Bologna (1978)
- 2nd Peel Session (1979)
- 4 A-Sides (1980)
- The Sweetest Girl (1981) #64 UK
- Faithless (1982) #56 UK
- Asylums in Jerusalem/Jacques Derrida (1982) #43 UK
- Wood Beez (Prays Like Aretha Franklin) (1984) #10 UK
- Absolute (1984) #17 UK, #10 NL
- Hypnotize (1984) #68 UK
- The Word Girl (1985) #6 UK
- Perfect Way (1985) #48 UK, #11 USA
- Oh Patti (Don’t Feel Sorry For Loverboy) (1988) #13 UK
- First Boy In This Town (Lovesick) (1988) #63 UK
- Boom! There She Was (1988) #55 UK
- She’s A Woman (feat. Shabba Ranks) (1991) #20 UK
- Take Me In Your Arms And Love Me (with Sweetie Irie) (1991) #41 UK
- Tinseltown To The Boogiedown (1991) #46 UK
- The Boom Boom Bap (2006)
- A Day Late And A Dollar Short (2011)